# Samsó
|  | Per a la varietat vinífera, vegeu Samsó (raïm). |

Segons la Bíblia, Samsó va ser un dels més importants i coneguts jutges d'Israel de l'antiguitat.

## Naixement
En aquells temps Israel va caure sota el jou dels filisteus i van ser ocupats durant quaranta anys. Hi havia un home anomenat Manóah, de la tribu de Dan, que no tenia fills, ja que la seva dona era estèril.
Un dia se'ls aparegué un àngel que els va anunciar que tindrien un nen que esdevindria l'alliberador d'Israel. Al cap de nou mesos va néixer Samsó. El nen va créixer i va esdevenir un jove sa i amable.

## Casament
Una vegada va viatjar fins a la ciutat de Timnà on es va enamorar d'una filistea. En tornar a casa va explicar-los-ho als seus pares, que van intentar fer-lo desentendre de la idea de casar-se amb una estrangera però no hi hagué manera, estava decidit.
Llavors els pares i el jove Samsó es van posar en camí cap a Timnà per tractar el matrimoni dels joves. Durant el camí, se'ls va aparèixer un lleó bramulant davant seu. Aleshores Samsó fou inspirat per Déu i, amb les seves pròpies mans, va lluitar amb el lleó, el va matar i el va esquarterar. Al cap d'uns dies va tornar a passar per allà i va veure que al cadàver del lleó s'hi havia instal·lat un eixam d'abelles i que havien fet mel. En va recollir i en va portar a casa seva.
Es van casar i van fer una festa molt sonada a la qual van unir-s'hi trenta joves locals. Durant el banquet, el danita els va proposar una endevinalla: Del qui menja n'ha sortit menjar, i del forçut n'ha sortit dolçor. Passaren els dies de les noces i ningú l'endevinava. Llavors van demanar a la dona de Samsó que intentés treure-li la resposta i, al setè dia, Samsó li va confiar el secret del lleó. Ella ho va explicar als joves convilatans seus i aquests van guanyar l'aposta. Llavors Samsó es va enfadar amb la seva esposa i ella se'n tornà a casa del seu pare.

## Samsó, jutge d'Israel
Temps després, Samsó intentà veure la seva dona però el seu sogre no li ho permeté. Així que Samsó va lligar teies enceses a les cues de tres-cents xacals i els va deixar anar pels camps de sembrat dels filisteus. Aquests, en saber per què ho havia fet, van cremar el sogre i la muller de Samsó. L'hebreu, però, en saber què havia passat va apallissar brutalment tots els autors dels assassinats i després es va retirar a meditar a la gorja d'Etam.
Els filisteus van armar un exèrcit per anar a capturar Samsó però després d'apressar-lo, ell va trencar les lligadures dels canells i va matar mil homes amb la mandíbula d'un ase que havia trobat en un cadàver del campament. Després d'aquests fets, el poble jueu el va aclamar com a jutge d'Israel, càrrec que ostentà durant vint anys.
Un dia va viatjar a Gaza i allà va jeure amb una prostituta. Els filisteus van assabentar-se que era a la ciutat i volien matar-lo, però Samsó es va llevar a mitjanit, va arrencar la porta de la ciutat i la va portar fins a Hebron.

## Dalila

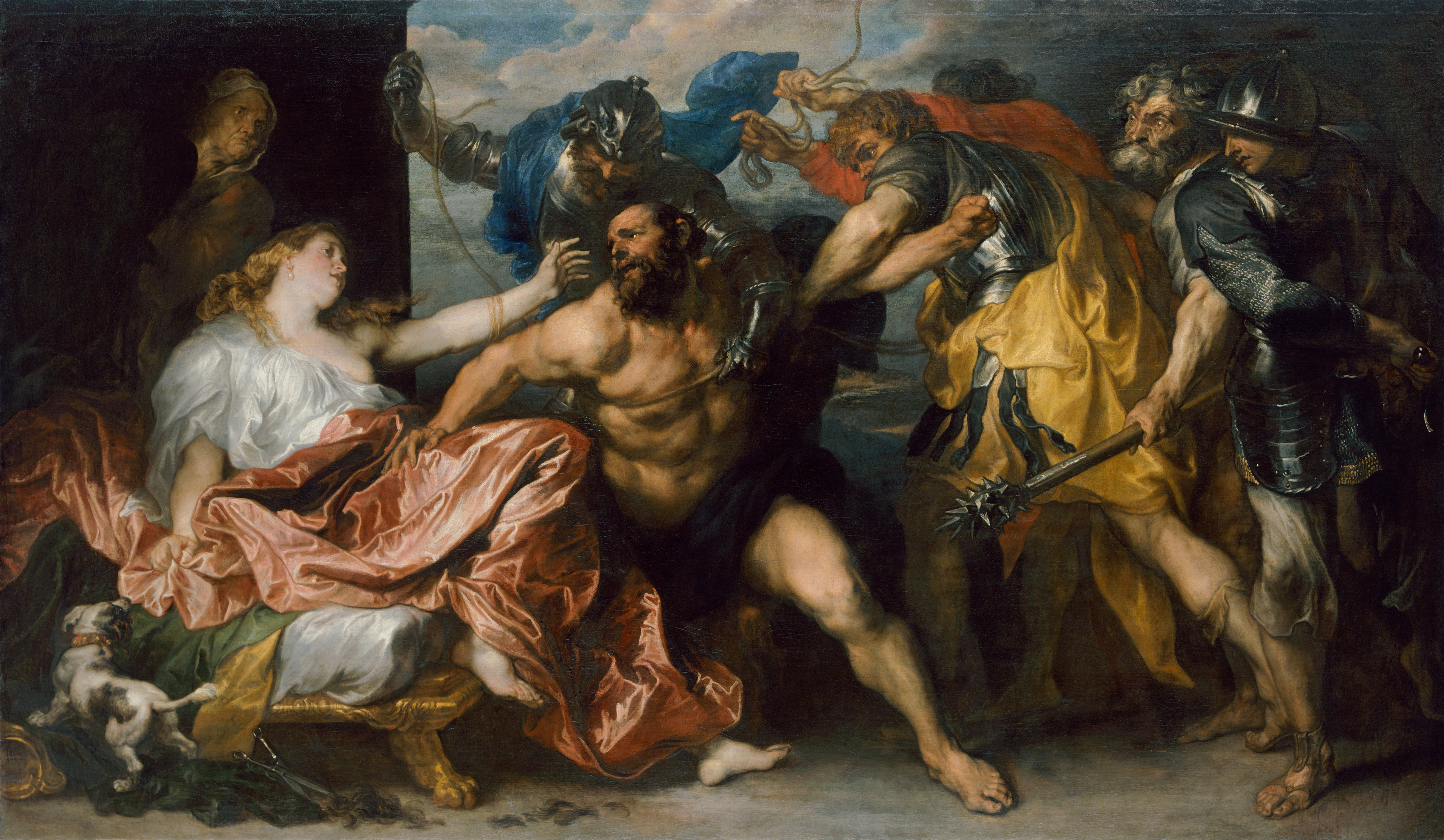
Samsó i Dalila, d'Anton van Dyck

Llavors Samsó es va enamorar d'una dona anomenada Dalila i van començar una relació. Les autoritats filistees van conèixer les noves i van pregar a la dona que intentés saber d'on li provenia la força sobrehumana a Samsó.
El jueu va explicar-li a la seva dona que havia de ser lligat amb set cordes noves i assecades. Ella ho va comunicar a les autoritats i li van parar una trampa. Samsó es va deixar atrapar amb les set cordes i, quan els filisteus ja començaven a creure's vencedors, va trencar-les fàcilment i els va expulsar de casa seva.
Novament, Dalila va preguntar-li pel seu secret i Samsó li va dir una altra mentida. Es va repetir la història i Samsó va quedar lliure després de repel·lir l'atac filisteu. Finalment, un dia Samsó li va explicar la veritat; si li tallaven els cabells perdia la força.
Un dia que ell es va adormir a la falda de Dalila, aquesta li va tallar els cabells. Així fou com els filisteus l'apressaren, li buidaren els ulls i l'encadenaren a la presó de Gaza.

## Venjança i mort de Samsó
Al cap d'un temps, durant unes cerimònies religioses van fer portar el pres al temple de Dagon, déu filisteu. El van lligar entre dues columnes i van començar a burlar-se'n.
Aleshores, Samsó va pregar a Déu que li tornés la força, va palpar les dues columnes sobre les quals se sostenia l'edifici i s'hi va repenjar, a l'una amb la mà dreta i a l'altra amb la mà esquerra. Va fer tota la força que va poder i va ensorrar l'edifici, matant uns tres mil filisteus.
Els seus germans, amb tota la casa paterna, van baixar a buscar el seu cos i el van enterrar a la sepultura del seu pare, Manóah.